# 178 (число)
Вижте пояснителната страница за други значения на 178.
178 (сто седемдесет и осем) е естествено, цяло число, следващо 177 и предхождащо 179.
Сто седемдесет и осем с арабски цифри се записва „178“, а с римски цифри – „CLXXVIII“. Числото 178 е съставено от три цифри от позиционните бройни системи – 1 (едно), 7 (седем), 8 (осем).

## Общи сведения
- 178 е четно число.
- 178-ият ден от годината е 27 юни.
- 178 е година от Новата ера.